# Josef Gutzeit
Pour les articles homonymes, voir Gutzeit.
Josef Gutzeit (Plantières Queuleu, 18 novembre 1894 – Quickborn, 5 juin 1975) est un général allemand de la Seconde Guerre mondiale. D’avril 1944 jusqu'à la fin de la Seconde Guerre mondiale, il fut responsable du ravitaillement à l’État-major du Groupe d'armées Sud.

## Biographie
Josef Gutzeit naît le 18 novembre 1894, à Plantières Queuleu, (aujourd'hui incorporé dans Metz), une ville de garnison animée d'Alsace-Lorraine. Avec sa ceinture fortifiée, Metz est alors la première place forte du Reich allemand, constituant une pépinière d'officiers supérieurs et généraux. Comme ses compatriotes Hans-Albrecht Lehmann, Kurt Haseloff ou Edgar Feuchtinger, le jeune josef se tourne vers la carrière des armes.

### Première Guerre mondiale
Peu après la déclaration de guerre, Josef Gutzeit s’engage le 12 août 1914 dans l'armée impériale allemande. Il est affecté comme Fahnenjunker dans le 98e régiment d'infanterie, une unité du 16e corps d'armée basée à Metz. Il restera dans ce régiment jusqu'à la fin des hostilités. Promu Leutnant, sous-lieutenant, le 22 mars 1915, Gutzeit est nommé chef de section. Promu Charakter als Oberleutnant, lieutenant, en novembre 1918, Gutzeit est finalement nommé chef de compagnie. Il termine la guerre dans ce grade en novembre 1918.

### Entre-deux-guerres
Après guerre, en 1919, le lieutenant Gutzeit est engagé dans la Freiwilligen-Division de Lettow-Vorbeck. Devant les troubles qui agitent l’Allemagne, il n'hésite pas à poursuivre sa carrière dans la police. Il intègre les services de police la même année. Il est aussitôt affecté dans la police de Groß-Hamburg en octobre 1919 . Promu Polizei-Hauptmann, puis Polizei-Major, commandant de police, il est réintégré dans l'armée d'active le 15 octobre 1935. Son expérience lui permet de devenir instructeur à l'école de cavalerie de Hanovre, au département IV. Le 1er octobre 1936, il est nommé Kommandeur du 9e bataillon motorisé. Confirmé dans son grade de Major le 15 octobre 1936, Gutzeit est promu Oberstleutnant, lieutenant-colonel, le 1er janvier 1938.

### Seconde Guerre mondiale
Le 26 août 1939, à la veille de la Seconde Guerre mondiale, le lieutenant-colonel Gutzeit est nommé responsable de l’approvisionnement de la 1re armée allemande. Le 5 mars 1940, Gutzeit est nommé responsable de l’approvisionnement du Panzergruppe von Kleist du XXIIe Armeekorps. Détaché à l'OKW en juillet 1940 pour évaluer le ravitaillement nécessaire à l’Opération Seelöwe, il est de nouveau détaché, en septembre 1940, à Neuruppin, pour planifier le ravitaillement nécessaire aux opérations militaires en Afrique. Le 1er octobre 1940, il est promu Oberst. Nommé chef de l’approvisionnement de la 12e armée allemande en janvier 1941, il est nommé responsable de l’approvisionnement du Groupe d'armées Centre le 1er juillet 1941.
En avril 1942, le colonel Gutzeit est nommé responsable de l’approvisionnement du Groupe d'armées B. En octobre 1942, il est désigné pour suivre l’approvisionnement au sein de la 11e armée, du futur Groupe d'armées Don. En décembre 1942, il tombe malade et doit être hospitalisé jusqu'en mars 1943. 
De retour à son poste en mars 1943, il est nommé responsable de l’approvisionnement de la  Nachschubtruppenschule Otwock, près de Varsovie. 
Promu Generalmajor le 1er août 1943, il reste à son poste jusqu'en avril 1944. Toujours officier d'état-major, il est nommé responsable de l’approvisionnement du Groupe d'armées Sud en avril 1944, et responsable du ravitaillement aérien de Budapest. Devant l'avancée des troupes alliées, il sera ensuite chargé du ravitaillement des troupes dans les Alpes. Le général Gutzeit resta au même poste, jusqu’à la fin de la guerre, ne partant en captivité qu'en mai 1945.
Libéré en 1947, Josef Gutzeit s'éteindra à Quickborn, dans le Schleswig-Holstein, le 5 juin 1975.

## États de services
- Leutnant (22 mars 1915);
- Charakter als Oberleutnant (novembre 1918);
- Polizei-Hauptmann; Polizei-Major;
- Major (15 Oct 1936); Oberstleutnant (1er janvier 1938);
- Oberst (1er octobre 1940);
- Generalmajor (1er août 1943)

## Distinctions
- Deutsches Kreuz in Silber[6]
- Kriegsverdienstkreuz 1.Klasse mit Schwertern[6]
- Kriegsverdienstkreuz 2.Klasse mit Schwertern[6]